# 人工舌
人工舌（じんこうした、じんこうぜつ）は舌の代用として用いられる人工臓器。

## 開発の背景
進行した「舌がん」や「口腔がん」の手術における「舌再建」では通常、足や腹部から組織を移植して舌を再建するのだが、その場合、飲み込みや発音に影響が出て誤嚥（ごえん）などが起きる恐れがあるということがある。そこで発音や嚥下を補助する人工舌が発案された。
歯科治療に用いる樹脂を材料とし、奥歯にワイヤでつなぎ上下に動くようにしてあり、わずかに残った本来の舌が人工舌をはね上げ、口蓋に触れる仕組みである。
2020年頃では、自発的に動く人工舌として、温度に応じて形を変える形状記憶合金を利用したものも開発され、動物実験などで安全性や性能などを確認できれば、臨床研究を始めるという段階である。